# MIDI POWER
『MIDI POWER』（ミディパワー）は、コナミ（後にコナミデジタルエンタテインメントへ分社）が開発したコンピューターミュージックのMIDIアレンジを集めたアルバムのシリーズである。「Ver.1.0」から「Ver.5.0」まで発売された後、新シリーズ「Pro」が「Pro7」まで発売された。発売された時期によりコンセプトが変化している。「Pro」も含め全てキングレコードから発売されている。

## MIDI POWER
「Ver.」シリーズはX68000とローランド製MT-32およびSCシリーズのSC-55（「5.0」のみSC-88）を使ってアレンジされている。「1.0」ライナーノーツによると、通常のアレンジと異なり極力原曲に忠実に、また音源そのままの状態で効果を掛けずに収録されていることが特徴となっている。
Ver.1.0では当時X68000へ移植された作品のSC-55版オリジナルサウンドトラックとしての側面もあったが、Ver.4.0以降は純粋に本CDのためのMIDIアレンジとなった。これはCDのタイトルにも影響を及ぼし、例えばVer.1.0の正式タイトルは『MIDI POWER X68000 Collection Ver.1.0』であるのに対し、Ver.4.0では『MIDI POWER Ver.4.0』と「X68000 Collection」部分が外された。
以降の説明では「Ver.」部分のみを示す。
Ver.1.0
1992年5月21日に発売後、1998年9月23日に過去のCDの復刻盤「コナミお宝CDコレクション」として再発売された。『出たな!!ツインビー』、『グラディウスII -GOFERの野望-』、『パロディウスだ! 〜神話からお笑いへ〜』の3作のX68000版MIDIアレンジが収録されている。『出たな!!』および『グラII』は全曲収録だが、『パロだ!』は各ステージBGM以外にはオープニング2曲とエンディングのみの収録となっている。またトラック1に収録されているバブルシステム起動音のアレンジ「KONAMI MORNING MUSIC」（『出たな!!』のファイルロードBGM）は後に『キーボードマニア』の初代にて「Morning Music」Anotherモードとしても使用された。なお『グラII』ステージ1BGMの曲名について、本来は"Burning Heat"のはずが"Burning Heart"になっている。この誤植は後に発売された『Pro』にもそのまま残っている。なお1999年に発売された『グラディウスIV -復活-』のオリジナルサウンドトラックにボーナストラックとして"Burning Heat"の原曲が収録されているが、本CD同様に"- Heart"となっている。
Ver.2.0
1993年1月21日に発売後、Ver.1.0同様1998年9月23日に「コナミお宝-」として再発売された。いずれもSPSによりX68000版へ移植された初代『グラディウス』、『沙羅曼蛇』、『A-JAX』の3作のMIDIアレンジが収録されている。ただし移植版の音源ではなく、本CDのためのオリジナルアレンジである。「1.0」と違い、ほぼ全曲収録となっている。
Ver.3.0
1993年7月21日に発売された。『グラディウスIII -伝説から神話へ-』、『悪魔城ドラキュラ』の2作のアレンジが収録されている。『グラIII』は本CDのためのアレンジ、『ドラキュラ』はX68000版オリジナルサントラとなっている。『グラIII』についてはボスオンパレードおよび復活ステージに使われている過去作『グラディウス』、『グラディウスII』、『沙羅曼蛇』のBGM以外が収録されている。『ドラキュラ』はSC-55版アレンジのみが収録されている。内蔵音源版、CM-64版については2001年5月24日に発売されたプレイステーション用ソフト『悪魔城年代記 悪魔城ドラキュラ』、および同日に発売されたサウンドトラックCDにSC-55版、PS版アレンジと合わせて収録されている。
Ver.4.0
1994年3月24日に発売された。『サンダークロス』、『XEXEX』の2作の本CDオリジナルのアレンジが収録されている。いずれもゲーム中で使用されている全曲が収録されている。
Ver.5.0
1994年10月21日に発売された。『スナッチャー』、『SDスナッチャー』の2作のアレンジが収録されている。正式タイトルは『MIDI POWER Ver.5.0 〜スナッチャー』。本作よりアレンジにはSC-88が使用され、また全曲ではなく一部の曲のみのアレンジとなっている。

## MIDI POWER Pro
「Ver.」シリーズのベスト盤としての発売だった「Pro」を除き、SC-88（あるいはSC-88Pro）でのアレンジとなっている。全曲収録ではなく、「Ver.5.0」同様一部の曲のみのアレンジとなっている。また「Ver.」では原曲を再現することに重点が置かれていたのに対し、SC-88の使用で表現力が向上したことでアレンジ要素が強くなった。また「Pro」シリーズでは「POWER Disk」というスタンダードMIDIファイル(SMF)による一部の曲データが収録されたフロッピーディスクが付属している。
「Pro7」制作当時、アレンジャーのサイトでは次回作発売を示唆する記述があったが、「Pro8」以降は発売されていない。
以下タイトルは正式なものから「MIDI POWER」部分を除いたもののみを示す。
Pro 「ベストセレクション」
1995年8月4日に発売された。「Ver.」シリーズから数曲ずつを収録している。フロッピーには『出たな!!ツインビー』と『スナッチャー』の曲が収録されている。
Pro2 「沙羅曼蛇2/ツインビーヤッホー!」
1996年7月5日に発売された。『沙羅曼蛇2』、『ツインビーヤッホー! ふしぎの国で大あばれ!!』の曲が収録されている。
Pro3 「ポリスノーツ」
1996年11月21日に発売された。『ポリスノーツ』の曲が収録されている。トラック6の曲には古川もとあきがギターソロで参加している。
Pro4 「ときめきメモリアル」
1997年9月26日に発売された。初代『ときめきメモリアル』の曲が収録されている（『2』は1999年の発売）。この作品からSC-88か、SC-88Proを使用。
Pro5 「沙羅曼蛇」
1998年2月4日に発売された。初代アーケード版だけでなくMSX版や『2』の曲も収録されている。「Pro4」ライナーノーツでは「コナミシューティングゲームダイジェスト」との予告がされていたが、沙羅曼蛇単独となった。
Pro6 「悪魔城ドラキュラX 〜月下の夜想曲〜」
1998年11月27日に発売された。『悪魔城ドラキュラX 月下の夜想曲』の曲が収録されている。
Pro7 「グラディウス」
1999年4月23日に発売された。初代作品の曲はランキングのみの収録で、MSX版『グラディウス2』、『グラディウスII -GOFERの野望-』、『グラディウス外伝』、『グラディウスIV -復活-』の曲が収録されている。「POWER Disk」には制作過程で作られた原曲に忠実なアレンジのデータも収録されている。